# Amorim Girão
Aristides de Amorim Girão (Vouzela, 1895 – Coimbra, 1960) è stato un geografo portoghese.
Insegnò all'ateneo di Coimbra dal 1925. A lui si devono importanti opere di geografia nazionale del Portogallo (Geografia du Portugal, 1941) e di geografia antropica (Geografia humana, 1946).

## Opere
- Geografia física de Portugal  (1915);
- Antiguidades pré - históricas de Lafões : contribuição para o estudo da arqueologia de Portugal (1921);
- Bacia do Vouga (1922);
- Viseu : estudo de uma aglomeração urbana (1925);
- O ensino da geografia nos liceus e nas universidades  (1928);
- Esboço duma carta regional de Portugal : com a indicação das bases para a classificação das sub-regiões portuguesas (1930);
- Divisão regional, divisão agricola e divisão administrativa (1932);
- Compêndios de geografia para o ensino primário (notas e críticas) (1934);
- Condições geográficas e históricas de autonomia política de Portugal (1935);
- Lições de geografia humana (1936);
- Formulário anotado do Registo Predial (1937);
- Desenvolvimento dos estudos geográficos em Portugal (1870-1940) (1940);